# Ambasadorul Golden Globe
Ambasadorul Golden Globe (până în 2017 Miss și Mr. Golden Globe) este un titlu anual acordat de Hollywood Foreign Press Association. Cel care îl primește este în general fiica (sau fiul) unei celebrități, care participă la premiile Globul de Aur.
| An        | Nume                  | Părinți | Vârstă |
| --------- | --------------------- | --- | ------ |
| 1963      | Eva Six               | | 26     |
| 1963      | Donna Douglas         | | 30     |
| 1964      | Linda Evans           | | 22     |
| 1967      | Corinna Tsopei        | | 23     |
| 1969      | Francoise Ruggieri    | |        |
| 1971      | Anne Archer           | John Archer și Marjorie Lord                                                                                           | 24     |
| 1972      | Pamela Powell         | Dick Powell și Joan Blondell                                                                                           | 24     |
| 1973      | Kelley Miles          | Bob Miles și Vera Miles                                                                                                | 21     |
| 1974      | Linda Meiklejohn      | William W Meiklejohn și Charlotte Jeter                                                                                | 33     |
| 1975      | Melanie Griffith      | Peter Griffith and Tippi Hedren                                                                                        | 18     |
| 1976      | Lisa Farringer        | |        |
| 1977      | Nicole Ericson        | John Ericson și Milly Coury                                                                                            |        |
| 1978      | Elizabeth Stack       | Robert Stack și Rosemarie Bowe                                                                                         | 22     |
| 1979      | Stephanie Haymes      | |        |
| 1980      | Kym Karath            | | 22     |
| 1981      | Rosanne Katon         | | 27     |
| 1982      | Laura Dern            | Bruce Dern și Diane Ladd                                                                                               | 15     |
| 1983      | Lori Leonelli         | |        |
| 1983      | Rhonda Shear          | | 29     |
| 1984      | Anita Finch           | |        |
| 1985      | Lisabeth Shatner      | William Shatner și Gloria Rand                                                                                         | 24     |
| 1986      | Calista Carradine     | David Carradine și Donna Lee Becht                                                                                     | 24     |
| 1987      | Candace Savalas       | Telly Savalas și Marilyn Gardner                                                                                       | 24     |
| 1988      | Gigi Garner           | James Garner și Lois Garner                                                                                            |        |
| 1989      | Kyle Aletter          | Frank Aletter și Lee Meriweather                                                                                       | 29     |
| 1990      | Katharine Kramer      | Stanley Kramer și Karen Sharpe-Kramer                                                                                  |        |
| 1991      | Kaitlin Hopkins       | Gene Persson și Shirley Knight                                                                                         | 27     |
| 1992      | Joely Fisher          | Eddie Fisher și Connie Stevens                                                                                         | 25     |
| 1993      | Erin Hamilton         | Joe Hamilton și Carol Burnett                                                                                          | 25     |
| 1994      | Alexandrea Martin     | Alvin Martin și Whoopi Goldberg                                                                                        | 21     |
| 1995      | John Clark Gable      | Clark Gable și Kay Williams Gable                                                                                      | 34     |
| 1996      | Jaime Nicole Dudney   | Ken Dudney și Barbara Mandrell                                                                                         | 20     |
| 1996      | Freddie Prinze, Jr.   | Freddie Prinze și Kathy Elaine Cochran                                                                                 | 20     |
| 1997      | Kehly Sloane          | Ed Thrasher și Linda Gray                                                                                              | 31     |
| 1998      | Clementine Ford       | David Ford și Cybill Shepherd                                                                                          | 19     |
| 1999      | Tori Reid             | Tim Reid și Rita Reid                                                                                                  | 28     |
| 2000      | Liza Huber            | Helmut Huber și Susan Lucci                                                                                            | 25     |
| 2001      | Katie Flynn           | David Flynn și Jane Seymour                                                                                            | 19     |
| 2002      | Haley Giraldo         | Neil Giraldo și Pat Benatar                                                                                            | 17     |
| 2003      | Dominik Garcia-Lorido | Andy García și María Victoria Lorido                                                                                   | 20     |
| 2003      | AJ Lamas              | Lorenzo Lamas și Michele Smith                                                                                         | 20     |
| 2004      | Lily Costner          | Kevin Costner și Cindy Costner                                                                                         | 18     |
| 2005      | Kathryn Eastwood      | Clint Eastwood și Jacelyn Reeves                                                                                       | 17     |
| 2006      | Dakota Johnson        | Don Johnson and Melanie Griffith                                                                                       | 17     |
| 2007      | Lorraine Nicholson    | Jack Nicholson și Rebecca Broussard                                                                                    | 17     |
| 2008      | Rumer Willis          | Bruce Willis și Demi Moore                                                                                             | 20     |
| 2009/2010 | Mavis Spencer         | Roderick Spencer și Alfre Woodard                                                                                      |        |
| 2011      | Gia Mantegna          | Joe Mantegna și Arlene Mantegna                                                                                        | 20     |
| 2012      | Rainey Qualley        | Paul Qualley și Andie MacDowell                                                                                        | 22     |
| 2013      | Francesca Eastwood    | Clint Eastwood și Frances Fisher                                                                                       | 19     |
| 2013      | Sam Michael Fox       | Michael J. Fox și Tracy Pollan                                                                                         | 23     |
| 2014      | Sosie Bacon           | Kevin Bacon și Kyra Sedgwick                                                                                           | 21     |
| 2015      | Greer Grammer         | Kelsey Grammer și Barrie Buckner                                                                                       | 22     |
| 2016      | Corinne Foxx          | Jamie Foxx și Connie Kline                                                                                             | 21     |
| 2017      | Sophia Stallone       | Sylvester Stallone și Jennifer Flavin                                                                                  | 20     |
| 2017      | Sistine Stallone      | Sylvester Stallone și Jennifer Flavin                                                                                  | 18     |
| 2017      | Scarlet Stallone      | Sylvester Stallone și Jennifer Flavin                                                                                  | 14     |
| 2018      | Simone Garcia Johnson | Dwayne Johnson și Dany Garcia                                                                                          | 16     |
| 2019      | Isan Elba             | Idris Elba și Hanne Kim Nørgaard                                                                                       | 16     |
| 2020      | Dylan Brosnan         | Pierce Brosnan și Keely Shaye Smith                                                                                    | 22     |
| 2020      | Paris Brosnan         | Pierce Brosnan și Keely Shaye Smith                                                                                    | 18     |
| 2021      | Jackson Lee           | Spike Lee și Tonya Lewis Lee                                                                                           |        |
| 2021      | Satchel Lee           | Spike Lee și Tonya Lewis Lee                                                                                           |        |
| 2022      | nu s-a acordat        | (Ceremonia nu a fost televizată din cauza unui boicot al televiziunilor la adresa Hollywood Foreign Press Association) |        |